# Fontanès (Loire)
Fontanès település Franciaországban, Loire megyében. Lakosainak száma 686 fő (2022. január 1.). Fontanès Chevrières, La Gimond, Grammond, Saint-Christo-en-Jarez, Saint-Héand és Sorbiers községekkel határos.

## Népesség
A település népességének változása:
| Lakosok száma | 449  | 461  | 525  | 611  | 663  | 673  | 678  | 681  | 683  | 686  |
|               | 1968 | 1982 | 1990 | 2006 | 2013 | 2015 | 2017 | 2019 | 2020 | 2022 |